# Rassemblement Démocratique
De Rassemblement Démocratique RD, Nederlands: Democratische Groepering, was een parlementaire groepering in de Franse Assemblée nationale, die tussen 1962 en 1967 bestond. Dat was dus tijdens de tweede legislatuur van de Vijfde Franse Republiek. Daarmee verving de Rassemblement Démocratique de Entente Démocratique.
De Rassemblement Démocratique bestond uit diverse afgevaardigden van de Parti Radical RRRS en van centrumlinks, waaronder de latere president François Mitterrand. Maurice Faure, van de RRRS, was de voorzitter van de groep.
De RD fuseerde in 1967 weer met de parlementaire groep van de socialistische Section Française de l'Internationale Ouvrière tot de groepering Fédération de la Gauche Démocrate et Socialiste.